# Notiosoricinis
Els notiosoricinis (Notiosoricini) són una tribu de musaranyes de la subfamília dels soricins. La tribu conté quatre gèneres, dels quals només Megasorex i Notiosorex encara existeixen avui en dia. Dels gèneres extints, Beckiasorex visqué a Texas durant el Pliocè i Hesperosorex visqué a Wyoming i Oregon durant el mateix període.